# Austrolimnophila subsessilis
Austrolimnophila subsessilis är en tvåvingeart som beskrevs av Alexander 1970. Austrolimnophila subsessilis ingår i släktet Austrolimnophila och familjen småharkrankar.
Artens utbredningsområde är Guatemala. Inga underarter finns listade i Catalogue of Life.